# Große Lanzennase
Die Große Lanzennase (Phyllostomus hastatus) ist eine Fledermausart aus der Familie der Blattnasen (Phyllostomidae). Sie ist die größte Vertreterin innerhalb der Gattung der Lanzennasen und die zweitgrößte Fledermausart Amerikas.

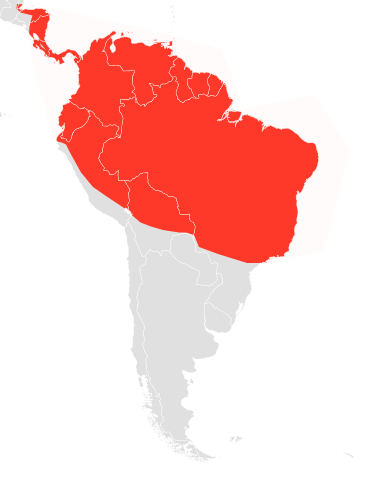
Verbreitungsgebiet der Großen Lanzennase

## Beschreibung
Das Fell der Großen Lanzennase ist dunkelbraun bis rötlich braun, mit einer dunkleren Flughaut und ebenfalls dunklem Nasenblatt und Ohren. Sie erreicht eine Kopf-Rumpf-Länge von 10 bis 13 cm und eine Flügelspannweite von bis zu 55 cm. Sie hat ein robustes Erscheinungsbild mit einem Gewicht von bis zu 150 g (Durchschnitt 76–112 g). Wie die meisten Vertreter der Blattnasen besitzt auch die Große Lanzennase ein auffälliges Nasenblatt.

## Lebensweise
Tagsüber nutzen Kolonien, die mehrere hundert Tiere umfassen können, hohle Bäume, Gebäude und Höhlen als Schlafplätze. Eine Kolonie unterteilt sich in Gruppen (Harems) bestehend aus gleich alten jungen Weibchen, die je von einem älteren, dominanten Männchen aktiv gegen Konkurrenten verteidigt werden. Die Haremstrukturen bleiben oft mehrere Jahre bestehen, selbst wenn ein neues Männchen den Platz als Haremshalter übernimmt. Junge Männchen ohne Harem bilden sogenannte „Bachelorgruppen“ von bis zu 50 Individuen.

Während der Fressflüge produzieren Weibchen gruppenspezifische Rufe, um in Kontakt mit Individuen desselben Harems zu bleiben.

## Ernährung
Große Lanzennasen sind Allesfresser (Omnivoren), die sich von Insekten, kleinen Wirbeltieren (Vögel, Nagetiere, kleine Echsen, andere Fledermäuse), Früchten, Blüten, Nektar und Pollen ernähren. In der ersten Stunde nach Sonnenuntergang sind die Tiere am aktivsten. Frühe Telemetrie-Studien haben gezeigt, dass sie sich in einem Radius von bis zu 5 km von ihrem Hangplatz weg bewegen, aber auch nachts immer wieder an diesen zurückkehren, um sich auszuruhen.

## Fortpflanzung
Weibchen erreichen die Geschlechtsreife mit ca. 16 Monaten. Je nach Region kommen die Weibchen ein- oder zweimal im Jahr in die Östrusphase. Während der Jungenaufzucht bilden die Weibchen oft große Gruppen, in denen Jungtiere auch bei nicht verwandten Tieren saugen können. Die Jungtiere werden mit offenen Augen geboren.

## Verbreitung und Lebensraum
Die Verbreitung der Großen Lanzennase reicht von Belize bis ins nördliche Argentinien, wo sie auf primären und sekundären tropischen Regenwald angewiesen ist. Trotz der stetigen Bedrohung durch Lebensraumvernichtung wird ihr Bestand von der IUCN als stabil und ungefährdet eingeschätzt.